# John Ellis (physicien)
Pour les articles homonymes, voir John Ellis et Ellis.
John Ellis est un physicien théoricien anglais, né en 1946. Il étudia à l'université de Cambridge où il dirigea pendant six ans le groupe Théorie des particules. Il est mieux connu pour avoir aidé Dimitri Nanopoulos à unifier la théorie des cordes à l’aide du modèle standard de la physique des particules. Il inventa le diagramme pingouin, un type particulier de diagramme de Feynman.
Ellis fut créateur du nom Theory of Everything (ToE, en français « théorie du Tout ») dans un article publié dans la revue scientifique Nature en 1986. Il a participé à la création du nom Grand Unified Theory (« Grande unification »), avec ses collègues du CERN.